# Claudio Villa (historietista)
Claudio Villa (Lomazzo, Provincia de Como, Italia, 31 de octubre de 1959) es un historietista italiano. De estilo realista, es el creador gráfico de Dylan Dog y el actual portadista de Tex.

## Biografía
Tras terminar los estudios artísticos, aprendió y perfeccionó la técnica del cómic en el estudio de Franco Bignotti, dibujante de famosas historietas italianas como Mister No, Zagor y Martin Mystère de la Editorial Bonelli.
Su debut profesional se produjo en 1980, cuando dibujó la miniserie medieval de seis episodios Enguerrand et Nadine para la editorial francesa Éditions Lug. Para la misma empresa realizó cuatro episodios de Gun Gullon, un personaje de ciencia ficción.
En 1982 comenzó su colaboración con la Editorial Bonelli, siendo incorporado al equipo de Martin Mystère, del que ilustró cuatro historias. Luego pasó a dibujar el cómic más exitoso de Italia: Tex. En 1986 fue encargado de estudiar la imagen gráfica de dos nuevos personajes: Dylan Dog de Tiziano Sclavi, del que fue el portadista hasta el número 41, y Nick Raider de Claudio Nizzi.
En 1994 sustituyó a Aurelio Galleppini en la realización de las portadas de Tex, dibujando, entre 2007 y 2011, también todas las portadas de Tex - Collezione storica a colori, una reedición de todas las aventuras del personaje por parte del Gruppo Editoriale L'Espresso en colaboración con la Editorial Bonelli.
En 1996 creó el guion y los dibujos de la historieta Le vie dei colori, inspirada en la homónima canción de Claudio Baglioni.
En 2006 ilustró una historia de Daredevil y Capitán América titulada Devil & Capitan America: Doppia Morte, escrita por Tito Faraci para Marvel/Panini Comics.
También ha sido el autor de varias portadas para las ediciones extranjeras de los cómics Bonelli y de Sessanta giorni a Palermo, breve historia que describe los últimos días de los jueces Giovanni Falcone y Paolo Borsellino, asesinados por la mafia siciliana.

## Obras
- Enguerrand et Nadine (1980)

- Gun Gallon

- Martin Mystère (1982-1985)

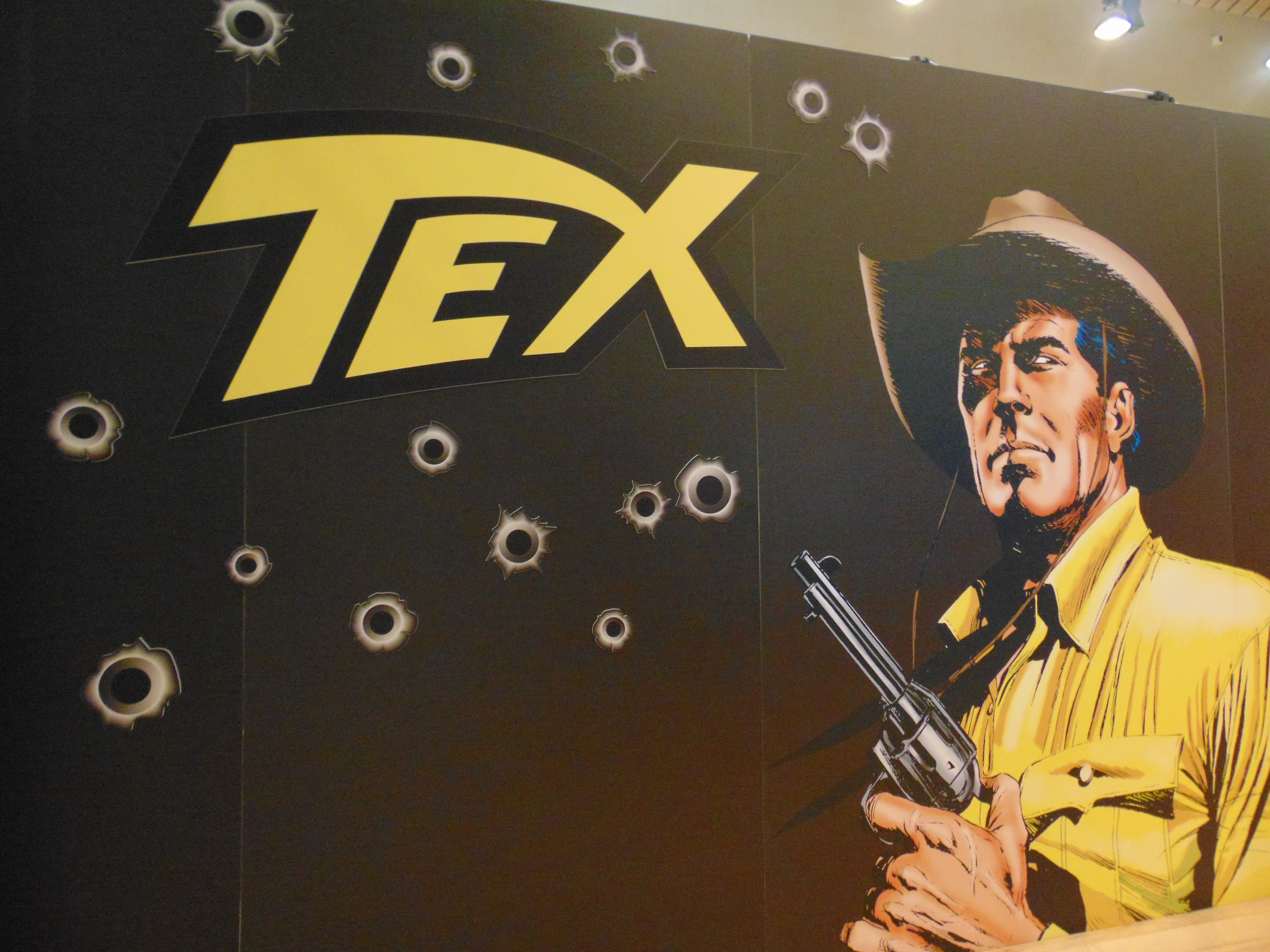
Tex dibujado por Villa, exposición "Tex - 70 anni di un mito"

  - Dibujante de los números 11, 12, 21, 22, 30, 31, 38, 39, 40

- Dylan Dog (desde 1986)
  - Creador gráfico
  - Portadista serie regular hasta el n. 41
  - Portadista Dylan Dog SuperBook
  - Portadista Speciale Dylan Dog n. 1, 2, 3
  - Dylan Dog Gigante n. 7
  - Dylan Dog SuperBook n. 23

- Nick Raider (1986)
  - Creador gráfico

- Tex (desde 1986)
  - Portadista serie regular desde el n. 401
  - Portadista serie MaxiTex desde el n. 2
  - Portadista serie Almanacco del West
  - Portadista serie Tex Magazine
  - Portadista serie Tex - Collezione storica a colori
  - Dibujante de los números 311, 312, 328, 329, 330, 354, 355, 356, 357, 381, 382, 383, 384, 423, 424, 425, 501, 502, 503, 504

- Le vie dei colori (1996)

- Devil & Capitan America – Doppia Morte (2006)

## Premios
- Premio ANAFI como mejor dibujante (1993 y 2007);
- Premio del jurado ANAFI (1995);
- Romics d'oro (2010).